# Fresnillo plc
Fresnillo plc ist ein im Mai 2008 gegründetes britisches Tochterunternehmen des mexikanischen Konzerns Peñoles, das an der London Stock Exchange und der Bolsa Mexicana de Valores notiert ist. Es ist im FTSE 100 gelistet.
Das Unternehmen ist im Bergbau tätig. In den drei vom Unternehmen betriebenen Bergwerken in Fresnillo in Zacatecas, Cienega in Durango und Herradura in Sonora wird vorwiegend Silber und Gold gefördert. Als Nebenprodukte fallen Zink und Blei an. Die Konzernzentrale befindet sich in Mexiko-Stadt, die Firma ist in London registriert.
Fresnillo ist der weltgrößte Silberproduzent und der zweitgrößte mexikanische Goldproduzent.

## Produktion
| NAME        | Land | ANTEIL | GOLD PRODUKTION 2014 in oz | GOLD RESERVEN (P+P) in 000 oz | SILBER PRODUKTION 2014 in Kilo oz | SILBER RESERVEN (P+P) in Mio. oz |
| ----------- | ---- | ------ | -------------------------- | ----------------------------- | --------------------------------- | -------------------------------- |
| Fresnillo   | MEX  | 100 %  | 35.676                     | 550                           | 20.098                            | 229.25                           |
| Saucito     | MEX  | 100 %  | 57.227                     | 500                           | 15.397                            | 115.57                           |
| Ciénega     | MEX  | 100 %  | 108.211                    | 890                           | 4.075                             | 75.32                            |
| Herradura   | MEX  | 100 %  | 265.564                    | 5.320                         | 679                               |                                  |
| Noche Buena | MEX  | 100 %  | 129.242                    | 1.110                         | 102                               |                                  |
| Gesamt      |      |        | 595.920                    |                               | 40.351                            |                                  |

Quelle: Fresnillo Jahresbericht 2014